# Альберт Елмер Вуд
Альберт Елмер Вуд (англ. Albert Elmer Wood; нар.22 вересня 1910, Нью-Джерсі — †11 листопада 2002, Нью-Джерсі) — відомий палеонтолог хребетних, який спеціалізувався на таксономії і еволюції гризунів. 
Його стаття 1950 року Porcupines, Paleogeography, and Parallelism є класичним обговорення еволюції та історичної біогеографії їжатцевидих гризунів, а також показує, чому багато дослідників не бажали визнавати ймовірність дрейфу континентів до 1960-х років.